# 參旗增二
HD 31539，又名BD+16 672，SAO 94227、HR 1585，是一颗金牛座的恒星，视星等为5.48，位于銀經183.67，銀緯-15.75，其B1900.0坐标为赤經4h 51m 35.7s，赤緯+16° -15.75′ 49″。